# Trichaptum favoloides
Trichaptum favoloides är en svampart som beskrevs av Corner 1987. Trichaptum favoloides ingår i släktet Trichaptum och familjen Polyporaceae.   Inga underarter finns listade i Catalogue of Life.